# Freno continuo automatico Westinghouse

Schema semplificato di treno con freno continuo

Il freno continuo automatico Westinghouse (o semplicemente freno Westinghouse o freno continuo automatico, abbreviato in FCA) è il sistema frenante ad aria compressa maggiormente diffuso al mondo, brevettato da George Westinghouse che da lui prese il nome. La maggior parte dei sistemi frenanti a livello mondiale utilizza tale sistema o delle sue varianti.

## Storia

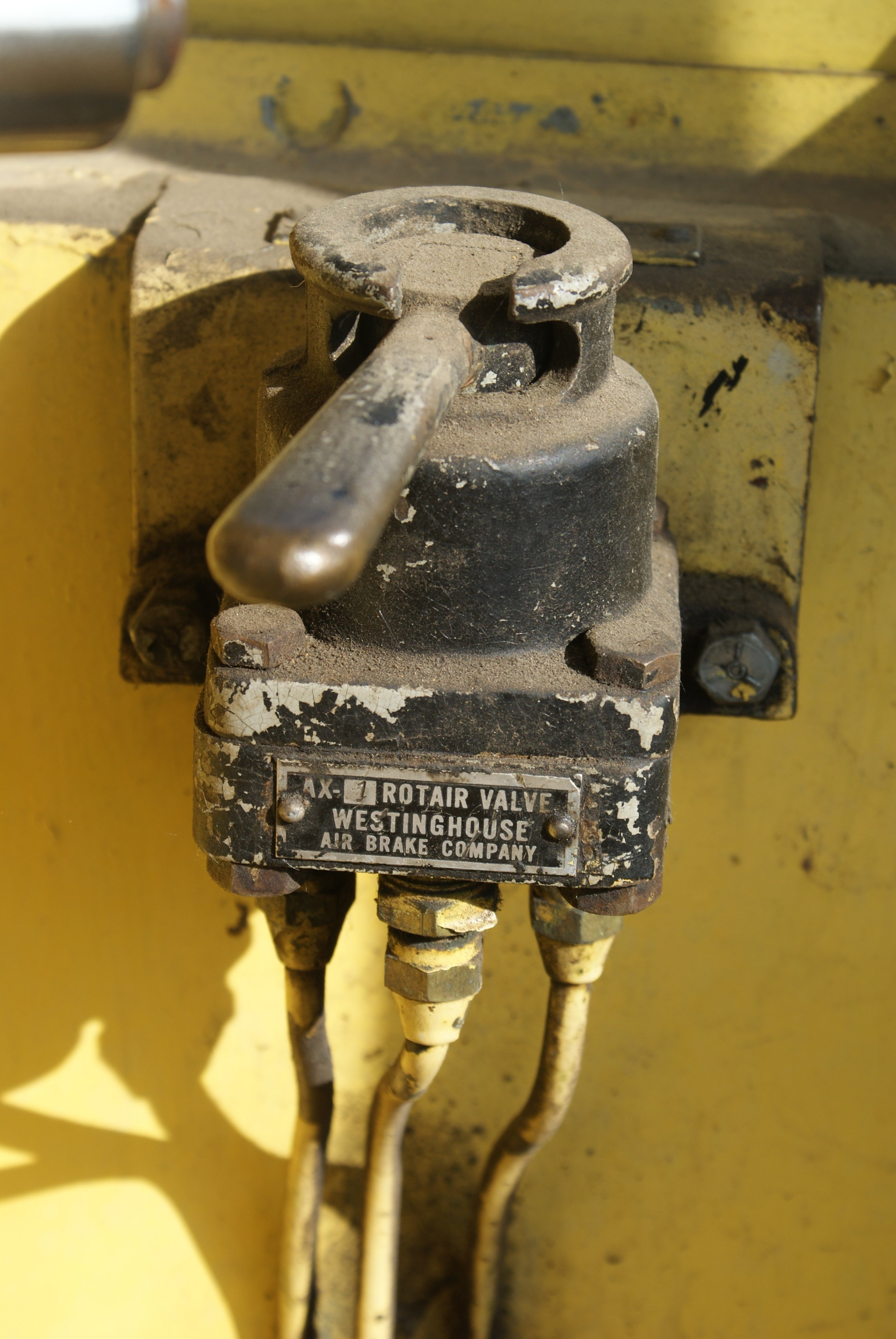
Westinghouse Air Brake Company "Rotair Valve"

Nei primi anni dell'esistenza della ferrovia l'attenzione verso i sistemi frenanti era di gran lunga inferiore rispetto agli anni successivi in quanto l'interesse primario era quello riguardante la trazione in sé. Di conseguenza non erano rari gli incidenti anche gravi e mortali.
Il primo sistema frenante venne ideato da George Stephenson, ad azionamento a vapore solo sulle locomotive. Tuttavia, proprio per questa caratteristica, si rivelò presto insufficiente con l'aumentare dei veicoli in composizione e, conseguentemente, la massa da frenare.
Il freno continuo a depressione nella sua forma finale venne inventato alla fine del XIX secolo dall'ingegnere statunitense George Westinghouse ispirandosi all'idea di Stephenson, dopo aver lavorato con altri sistemi non altrettanto efficaci. All'inizio sperimentò l'uso del vapore, abbandonandolo a causa dei problemi di condensazione nella condotta e passando all'aria compressa, in quanto risulta essere non costosa e di facile approvvigionamento, con la possibilità di disperderla in ambiente una volta utilizzata.
Il sistema Westinghouse, inventato dall'ingegnere nel 1869 a 22 anni, composto da un compressore sulla locomotiva, un serbatoio e una valvola su ogni vettura, un tubo rigido lungo ogni vettura veniva connesso con una tubazione flessibile tra un rotabile e l'altro, in modo da unire in un solo comando tutti i freni dei veicoli contemporaneamente. Venne brevettato il 28 ottobre 1873. La Westinghouse Air Brake Company (WABCO) venne fondata appositamente per produrre e commercializzare tale sistema frenante. Tutti i sistemi frenanti ad aria di ferrovie e veicoli pesanti, come camion, si basano sul sistema WABCO.

### Incidenti
Sebbene il freno Westinghouse sia considerato il più sicuro e affidabile, nel corso degli anni è stato causa, direttamente o indirettamente, di incidenti ferroviari più o meno gravi, come ad esempio:
- incidente ferroviario della stazione di Parigi Montparnasse (22 ottobre 1895): causato dal malfunzionamento del freno e dalla velocità eccessiva del convoglio data dal macchinista per recuperare del ritardo accumulato;
- incidente ferroviario di Piombino (31 luglio 1983): la Freccia dell'Elba, composto da una ALe 840 e una Le 800, non riuscì ad arrestarsi a causa dell'eccessiva velocità accumulata, sfondò il paraurti del binario della stazione di Piombino Marittima finendo in mare;
- incidente ferroviario di Genova Pontedecimo (28 novembre 1997): svio di un treno merci allo scalo di Genova Campasso trainato da una E.636, proveniente da Alessandria Smistamento e terminante a Genova Sampierdarena, a causa dell'esecuzione non corretta della prova del freno, provocando il mancato inserimento del sistema frenante su tutto il convoglio.[7][8][9]

## Caratteristiche

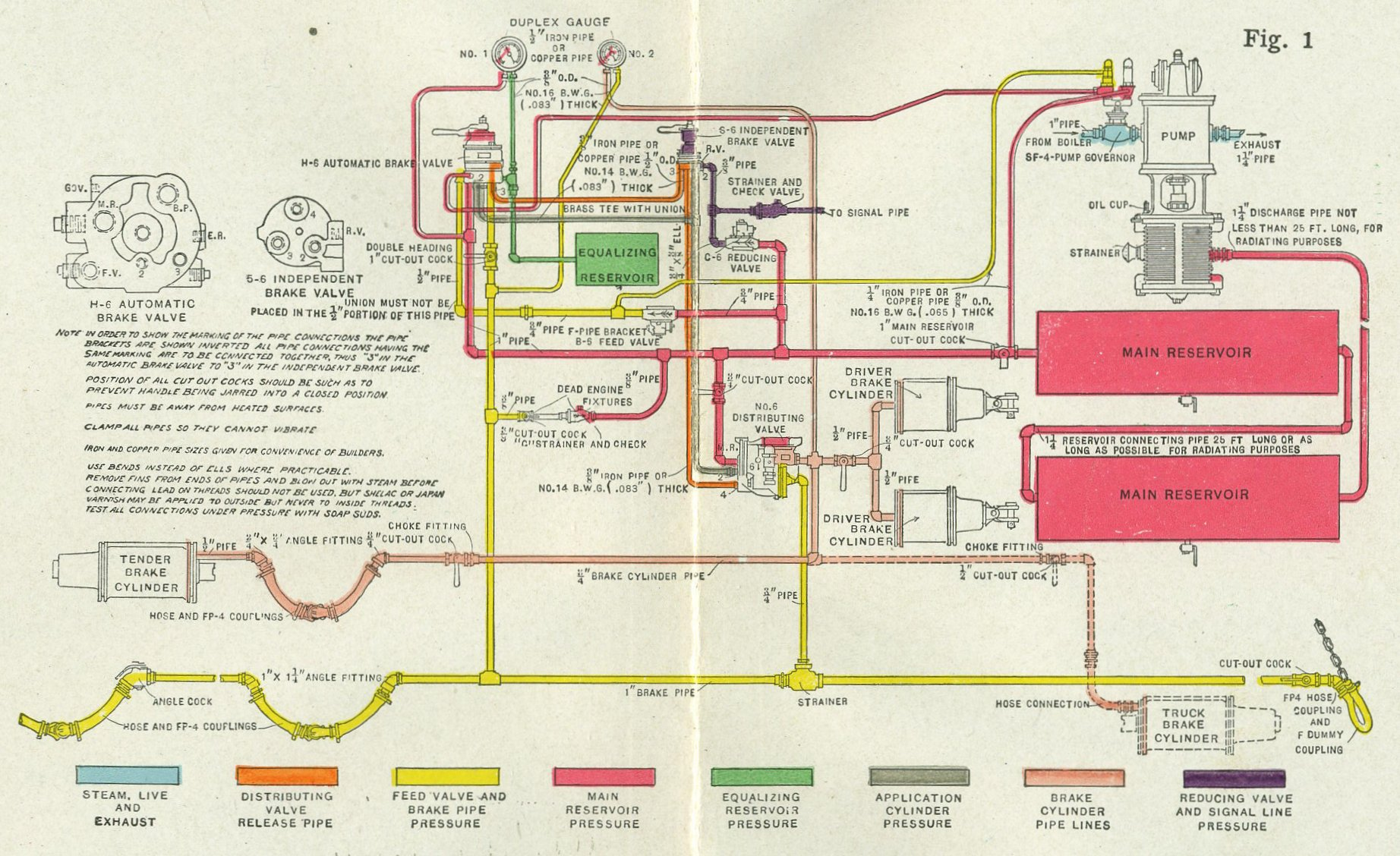
Schema del 1909 del freno Westinghouse su un mezzo di trazione

I principali compiti del freno continuo automatico sono di arrestare il treno negli spazi di frenatura disponibili e l'arresto automatico in caso di spezzamento della condotta in linea. All'impianto frenante si riconducono cinque principali caratteristiche:
1. pneumatico: funziona ad aria compressa;
2. continuo: agisce lungo tutto il treno;
3. automatico: agisce automaticamente al verificarsi di condizioni di degrado;
4. graduabile: in frenatura e sfrenatura, il macchinista decide la potenza frenante in base alla depressione in condotta;
5. inesauribile: si ha la piena efficienza del freno anche dopo una serie di frenate ripetute.

### Funzionamento

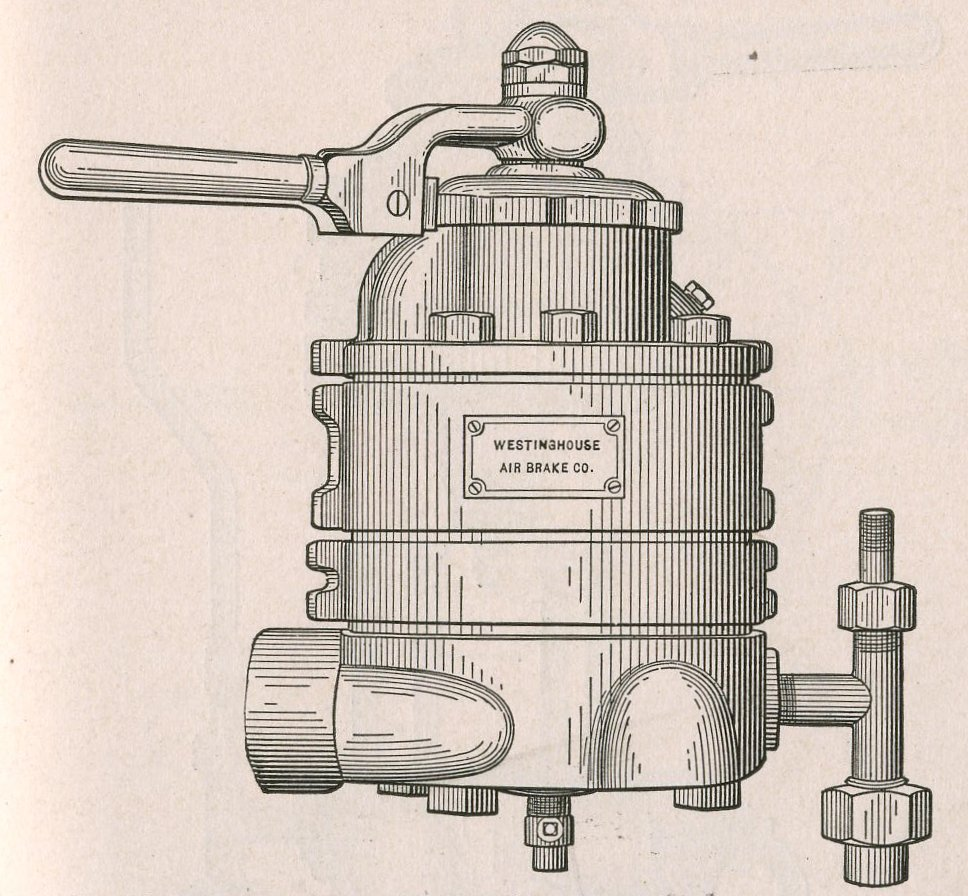
Disegno tecnico del 1909 del rubinetto tipo L

Tutti i veicoli in composizione sono collegati pneumaticamente tra loro mediante una "condotta generale" che viene tenuta carica a 5 bar, e che determina le azioni di frenatura e sfrenatura dell'impianto locale al variare della pressione, portando i ceppi ad aprirsi e alla sfrenatura di tutti i veicoli. Per frenare è sufficiente ridurre la pressione in condotta così che la caduta di pressione, regolata dal rubinetto di comando posto in cabina di guida e determinata dal macchinista, si propaghi lungo tutto il treno per mezzo della condotta raggiungendo ogni apparecchiatura frenante (delle carrozze o dei carri) dove è presente un "distributore" (valvola con funzioni di conversione di pressione), sussidiata da un serbatoio di comando (a pressione di riferimento per il livello di sfrenatura) e da uno ausiliario (come fornitore di aria compressa) provocando l'immissione dell'aria nei cilindri a freno e la frenatura conseguente. La successiva ricarica a 5 bar della condotta determina nuovamente la sfrenatura del treno.
Il freno entra in azione automaticamente in caso di:
- comando da parte dell'agente di condotta tramite il rubinetto di comando;
- comando da parte dei sistemi di protezione della marcia (es. SCMT, SSC, ERTMS, RSC, dispositivo vigilante ecc...);
- azionamento del freno di emergenza su vetture viaggiatori;
- utilizzo da parte del manovratore della valvola portatile di frenatura;
- spezzamento del treno.

### Componenti
Presenti su tutti i veicoli

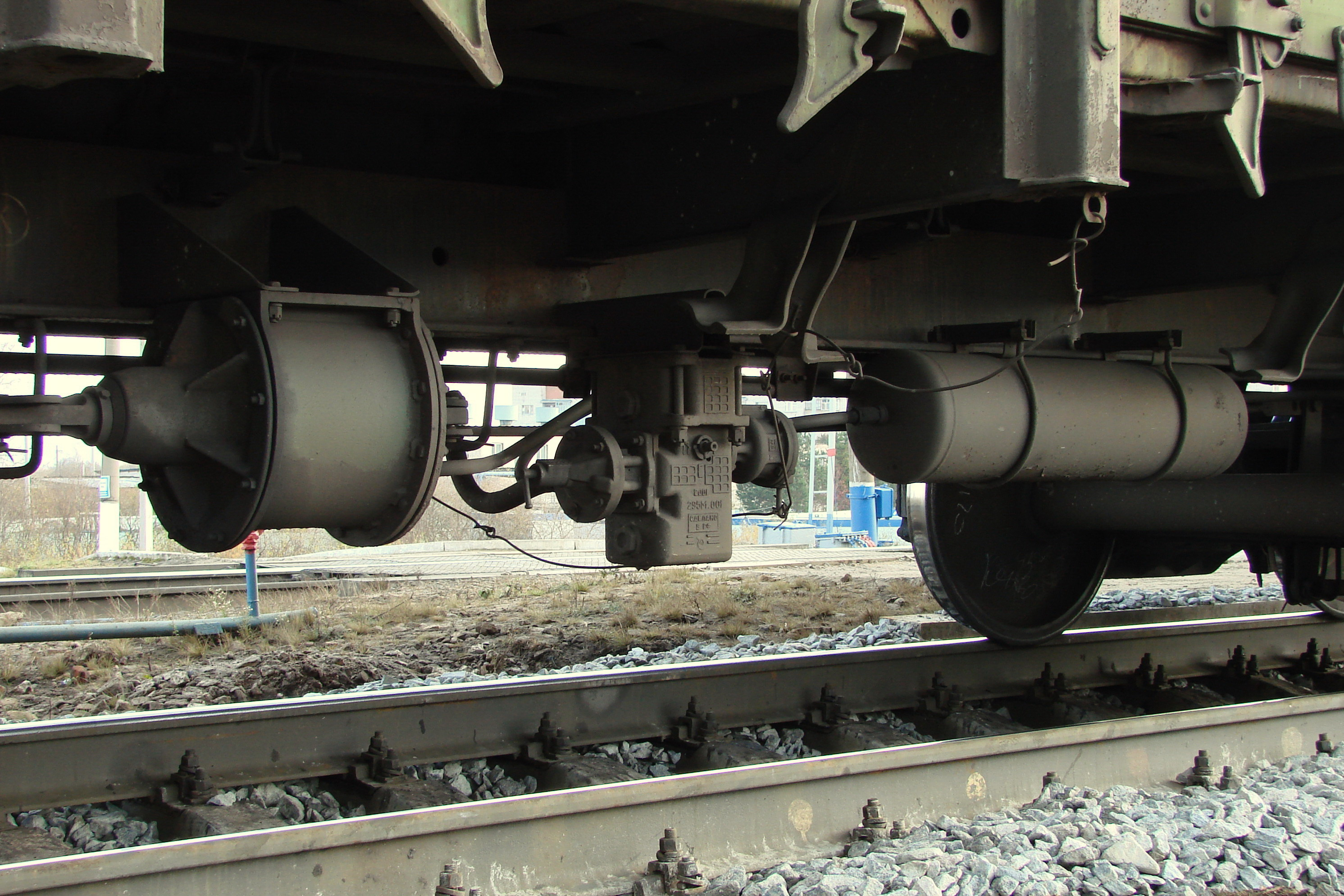
Circuito frenante di un carro, da sinistra verso destra: il serbatoio di comando (non visibile), il cilindro freno, il distributore e il serbatoio ausiliario

- rubinetti d'intercettazione (o di testata, abbreviato "Rin"), presenti sulla testata del veicolo, permettono il passaggio dell'aria tra un veicolo e l'altro;
- flessibili, tubi in gomma che realizzano il collegamento tra un veicolo e l'altro;
- condotta generale (CG), conduttura per l'aria compressa alimentata a 5 bar[12], comanda le azioni di frenatura e sfrenatura,[13] identificata col colore rosso e posta in prossimità del gancio di trazione;[14]
- rubinetto d'isolamento (Ris), posto a monte del sistema frenante, a seconda della posizione (verticale o orizzontale) esclude o meno il freno su quel veicolo senza interrompere il flusso d'aria della condotta generale;
- apparecchiature del freno:
  - distributore a scarico graduale (D), determina al variare della pressione le azioni di frenatura e sfrenatura mettendo in comunicazione il serbatoio ausiliario con i cilindri freno;[13]
  - serbatoio di comando (SC), immagazzina il valore di riferimento per il distributore, ha una capacità di 15 l ed è caricato a 5 bar;[15]
  - serbatoio ausiliario (SA), immagazzina le capacità utilizzate per la frenatura, ha una capacità di 65 l ed è caricato a 5 bar di pressione;
  - cilindri freno (CF), cilindri pneumatici collegati alla tiranteria del freno, la pressione massima nei CF è di 3.8 bar;[16]
  - valvola di scarico (VS): determina l'intervento del distributore determinando la sfrenatura del veicolo, serve inoltre a eliminare l'eventuale sovraccarico presente nel sistema frenante;[1]

Su veicoli datati può essere presente la "valvola tripla" – ossia un tipo di distributore a scarico diretto – su tali veicoli il freno è esauribile in quanto non è presente il serbatoio di comando e il valore di pressione di riferimento è quello della condotta generale. Il freno rimane chiuso finché il valore di pressione in condotta è inferiore a quello del serbatoio ausiliario, sfrenando quando i due valori sono uguali o l'uno maggiore dell'altro.
Possono essere presenti, per il freno di tipo viaggiatori, i dispositivi:
- alta potenza (di categoria "R"), posto su quei veicoli dove la percentuale di massa frenata è compresa tra 150 e 160%;
- alta velocità (abbreviato "AV"), che consente di elevare la percentuale di massa frenata a vuoto fino al 130%;
- relé di alimentazione/trasformatore di pressione (abbreviato "RA/TP"), il primo per freni a disco, il secondo per freni a ceppi.[19]

Presenti sui mezzi di trazione

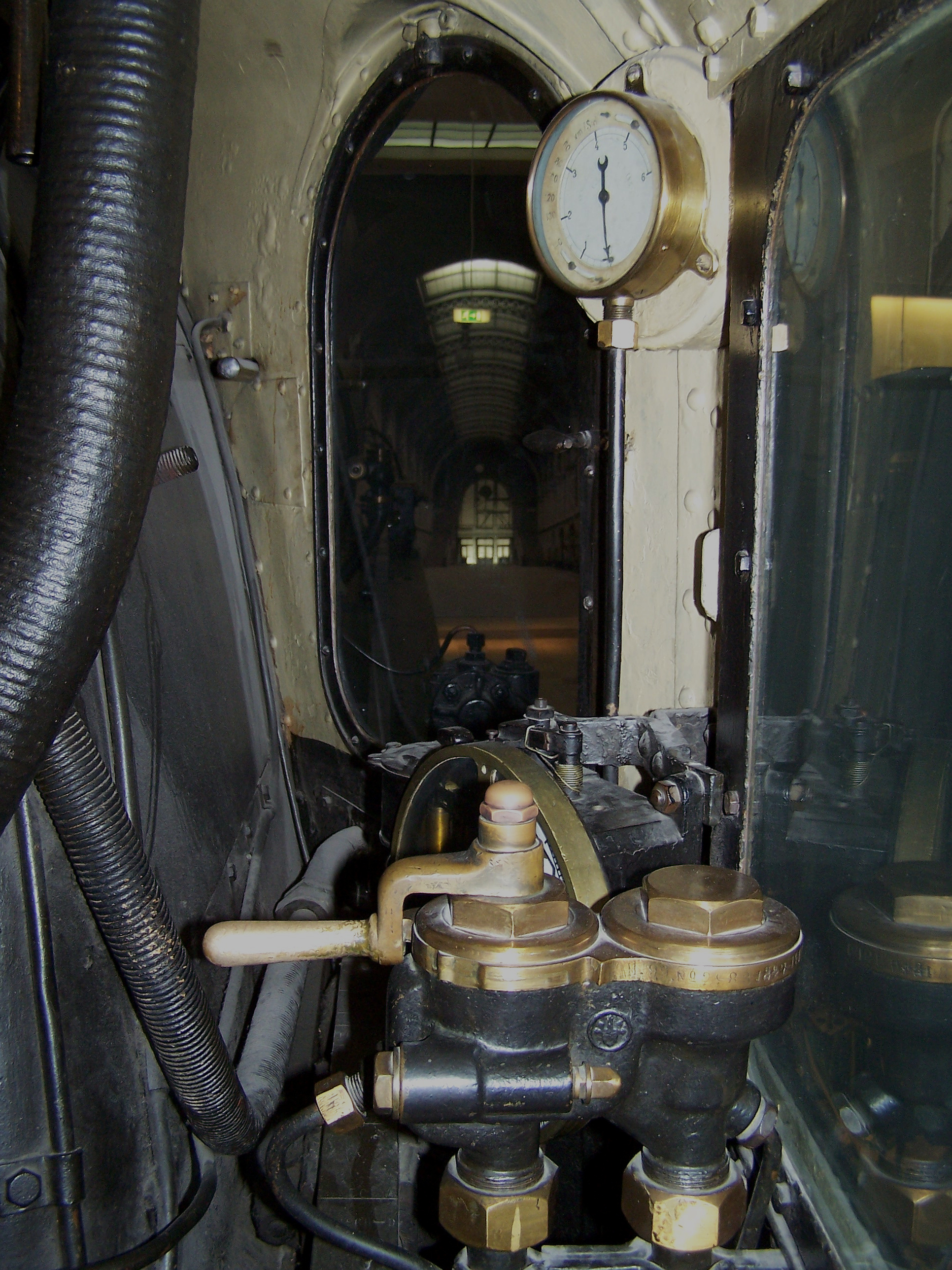
Rubinetto di comando della locomotiva bavarese S 2/6

- compressore, aspira e compressa l'aria da immettere nel sistema;
- serbatoio principale (SP), solitamente carico a 8 o 10 bar, può raggiungere i 1200 l di capacità, alimenta le due condotte generale e principale;[13]
- rubinetto di comando (RC), utilizzato dal macchinista per le azioni di frenatura o sfrenatura;
- rubinetto di emergenza, manovrabile a mezzo di una maniglia, normalmente piombata, causando la frenatura rapida del convoglio.[20]

Presenti su carrozze
- freno di emergenza, azionabile dai viaggiatori tramite una maniglia normalmente piombata, agisce direttamente sulle apparecchiature del freno.[20]

Presenti sui mezzi di trazione, carrozze ed eventualmente carri
- condotta principale (o dei servizi, abbreviato "CP"): alimentata ad 8 bar, utilizzata per alimentare eventualmente il serbatoio ausiliario, identificata col colore giallo e posta tra la condotta generale e le condotte elettriche quando queste sono presenti.[14]
- valvola C6 A: permette l'alimentazione diretta del serbatoio ausiliario tramite la condotta principale, abbattendo la pressione da 8 a 5 bar.[19]

### Tipi di frenatura
Esistono due principali tipi di frenatura:
- tipo viaggiatori (con tempi d'intervento rapidi);
- tipo merci (con tempi d'azione più lunghi).

Entrambi i tipi di frenatura ammettono delle lunghezze massime per la composizione. Se in un convoglio sono in funzione più tipi di frenatura e, a seconda della composizione, la frenatura si definisce mista.

### Dispositivi del freno

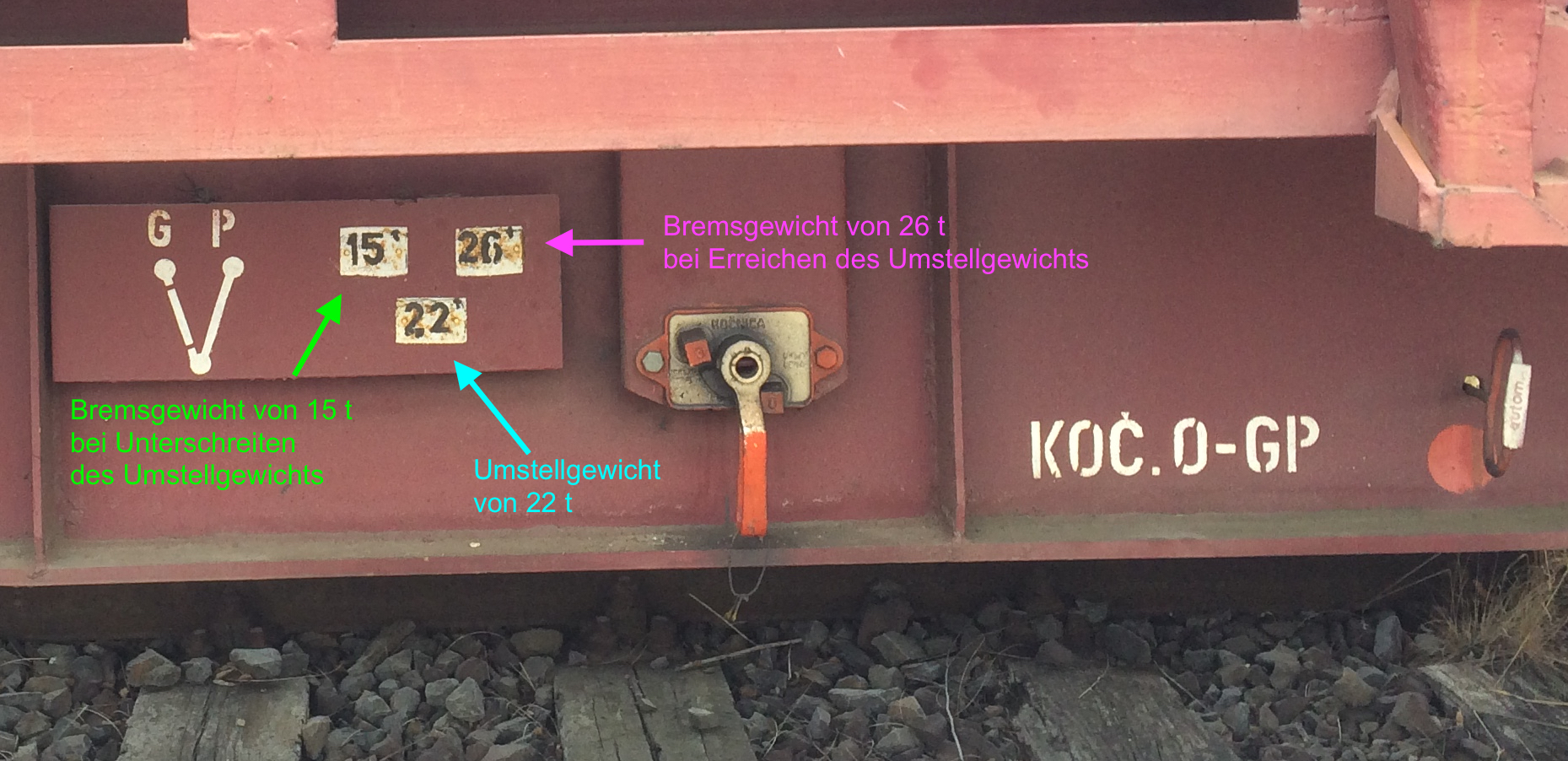
Carro con dispositivo G-P e V-C automatico

La frenatura sui veicoli può essere integrata da vari dispositivi:
- merci-viaggiatori (in tedesco "G-P" o italiano "M-V"): azionato a mano, consente al freno di assumere le caratteristiche del freno tipo viaggiatori o merci;
- vuoto-carico (V-C): azionato automaticamente a mano, consente di ottenere due valori di massa frenata in base alla massa lorda del veicolo. Comprende 3 valori quali: massa a vuoto (tara del veicolo), massa a carico (massima massa che il veicolo può frenare al 100%) e massa d'inversione (massa alla quale la manovella cambia posizione da "vuoto" a "carico");
- piano-montagna (P-M): presenti su alcuni carri merci, permette lo scarico normale o rallentato dei cilindri del freno. Non varia il tipo di regime adottato né l'azione frenante;
- autocontinuo (A): consente di variare automaticamente la massa frenata al variare del carico ottenendo il 100% della percentuale di massa frenata fino ad un valore massimo in tonnellate riportato sul longherone del veicolo;
- dispositivo Alta Velocità (AV): posto su alcuni veicoli con frenatura a ceppi, ha lo scopo di elevarne l'azione frenante;
- freno viaggiatori ad alta potenza (R): permette di aumentare la potenza frenante quando il veicolo dispone di una percentuale di massa frenata particolarmente elevata (tipicamente superiore al 100%);
- dispositivo per veicoli con freni magnetici: permette l'utilizzazione del freno magnetico.

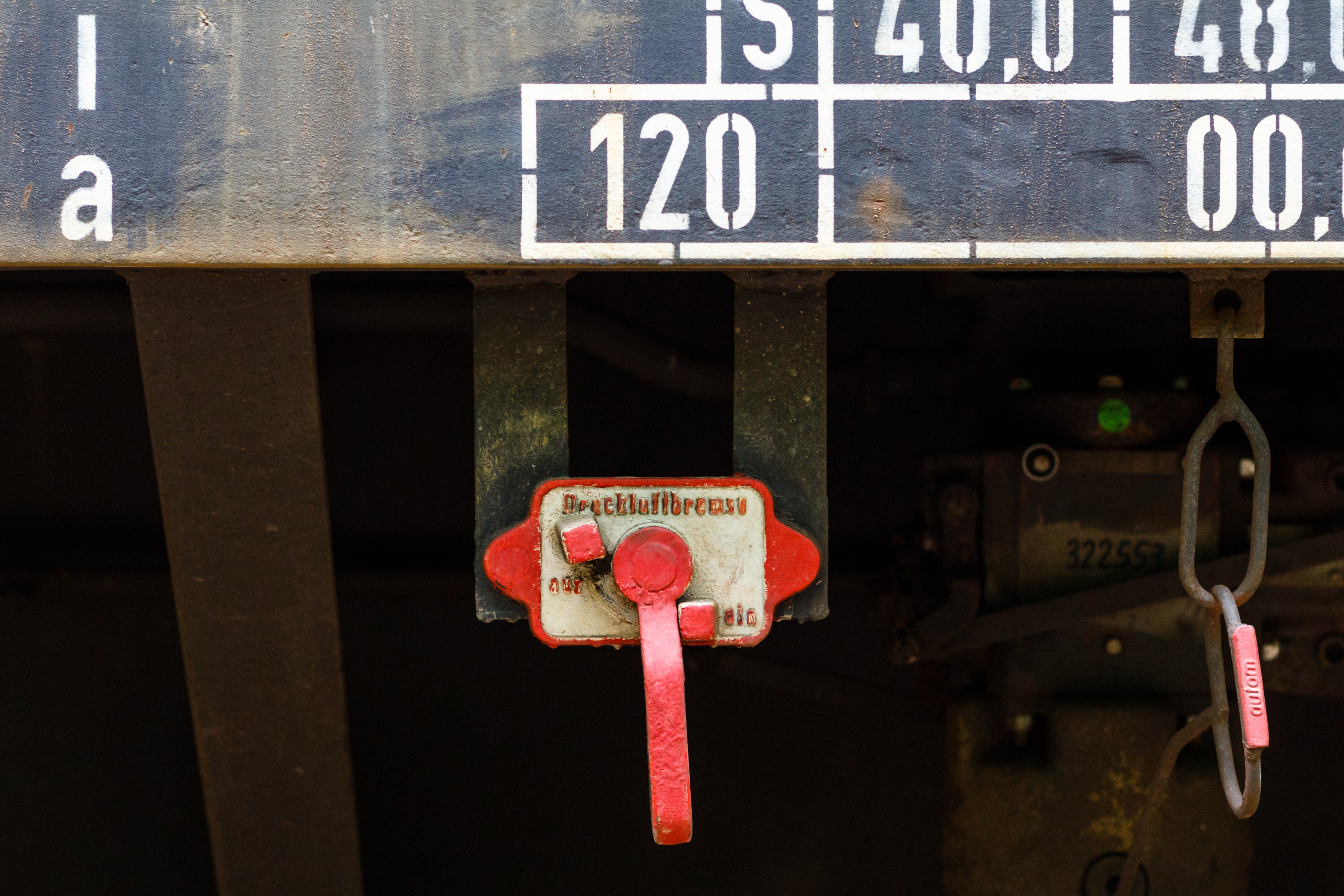
Rubinetto d'isolamento e cordicella per la doppia valcola di scarico
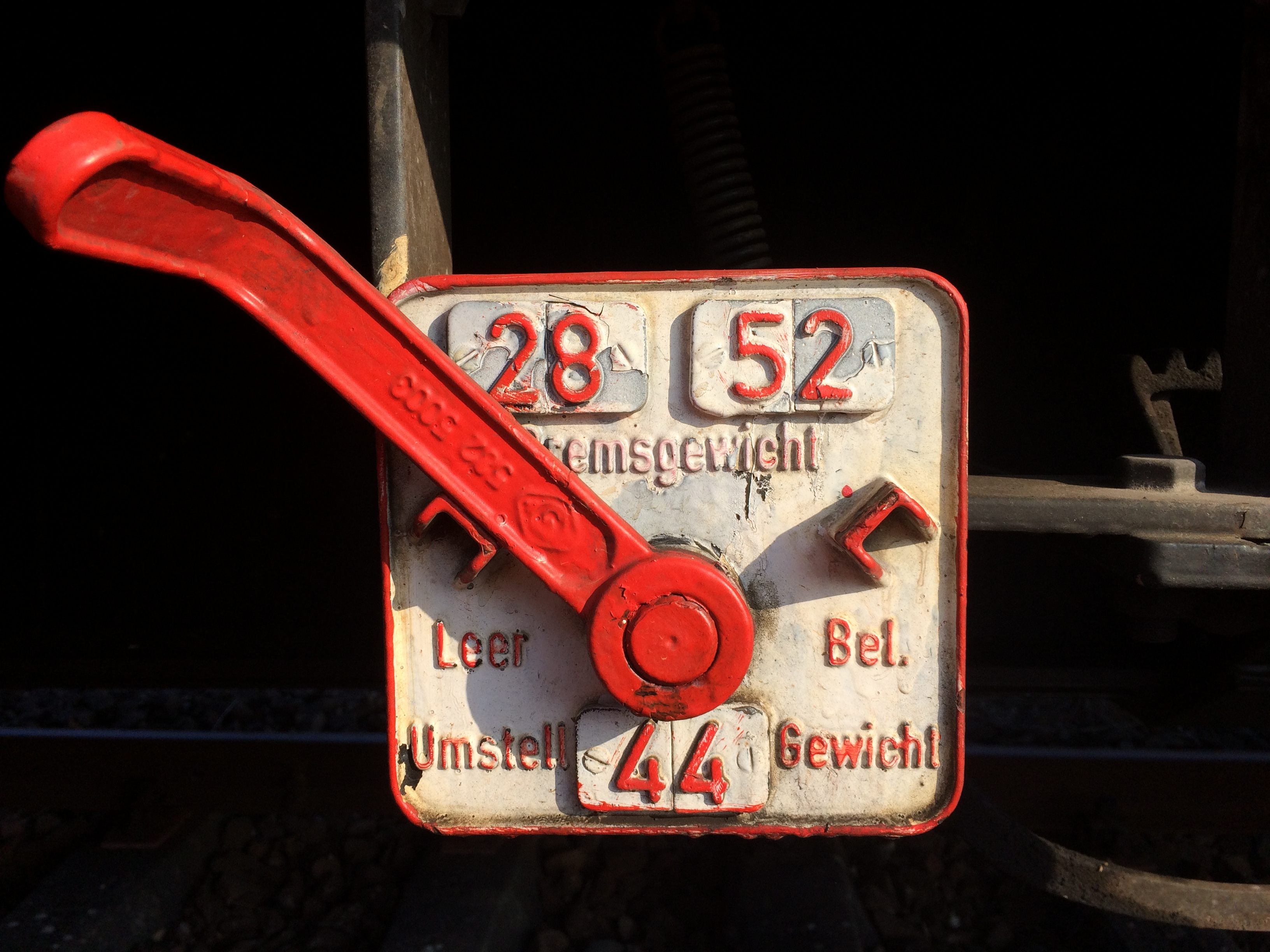
Dispositivo V-C (vuoto-carico)
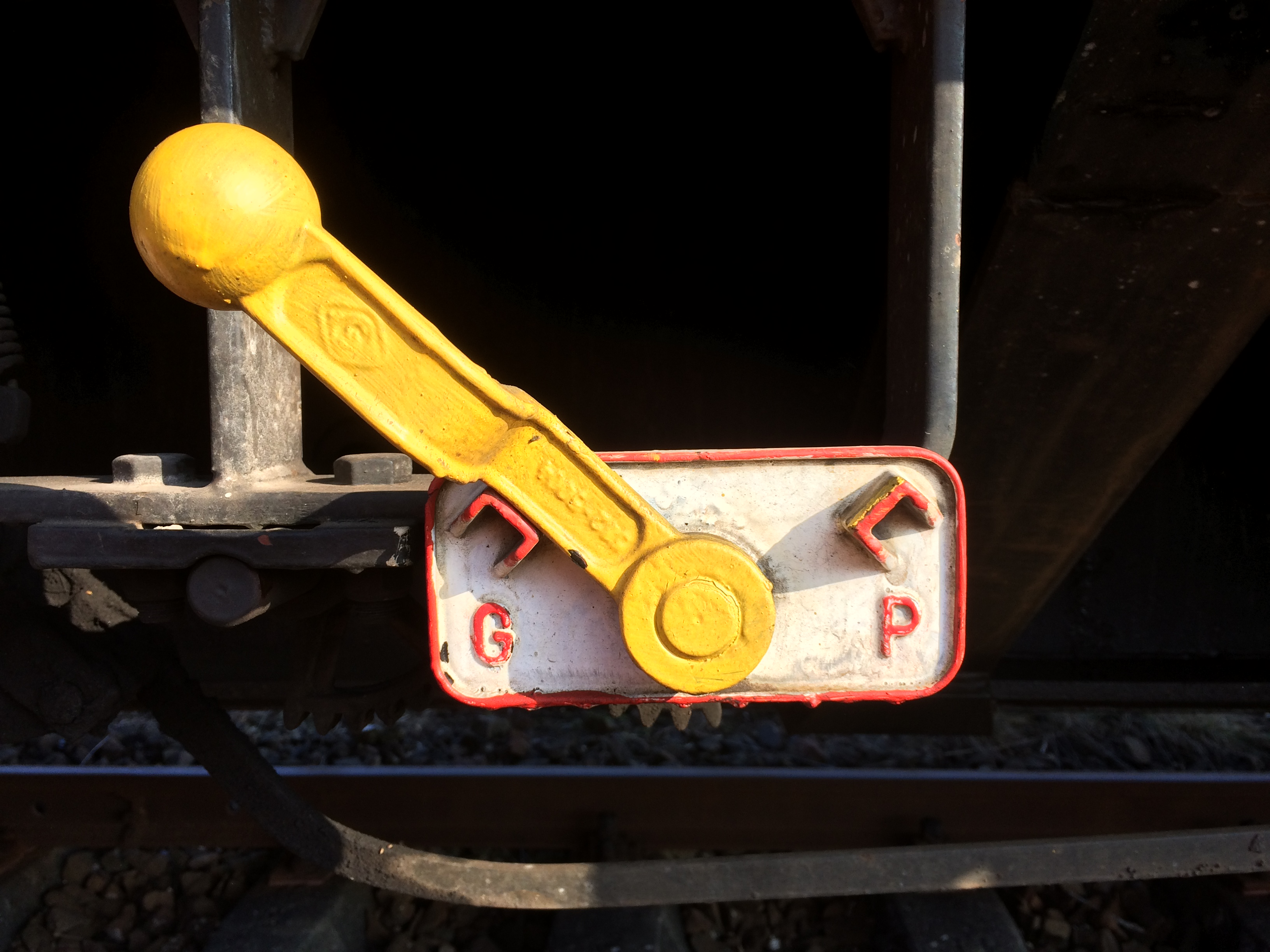
Dispositivo di cambio regime G-P (merci-viaggiatori)
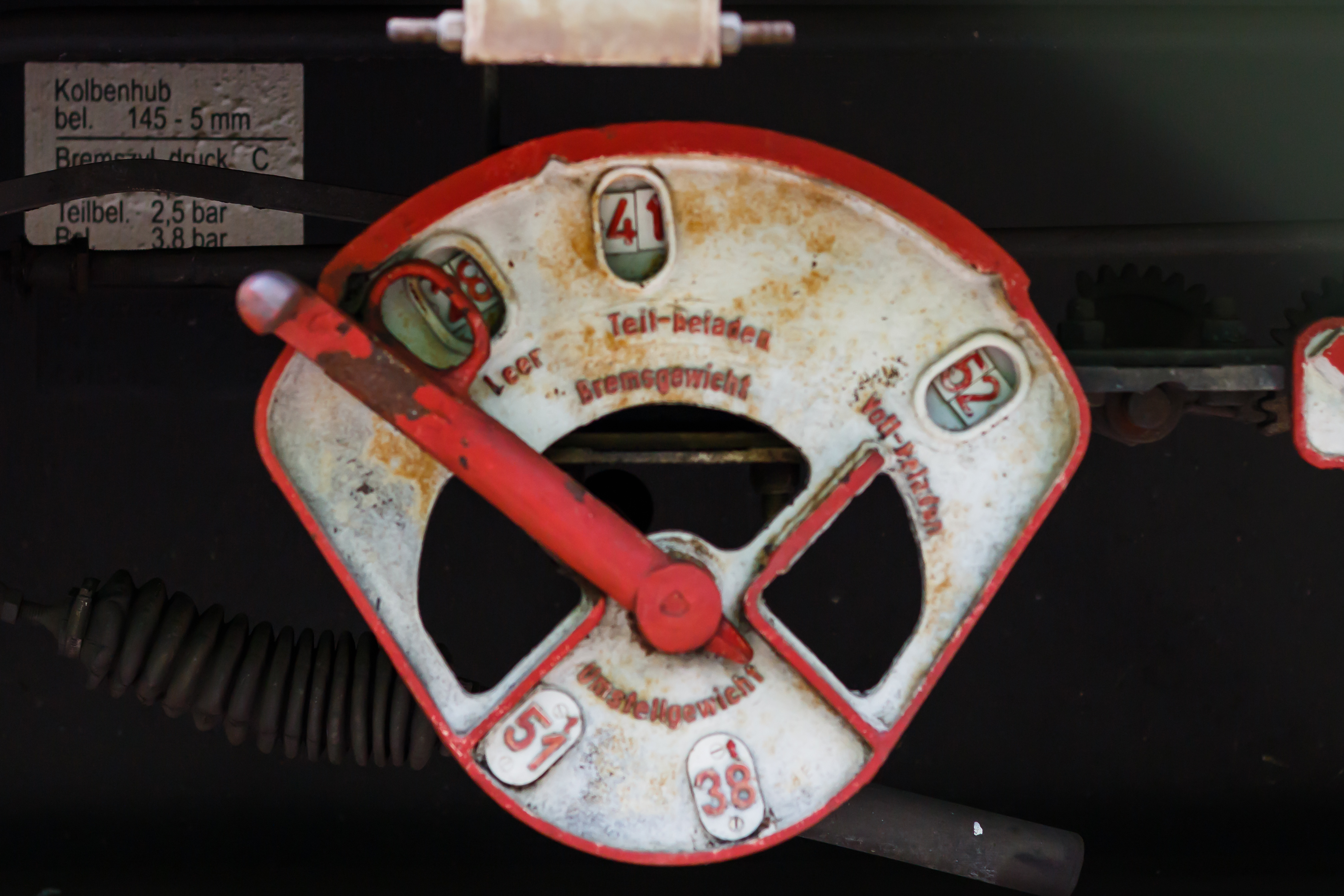
Dispositivo vuoto-carico con più masse d'inversione
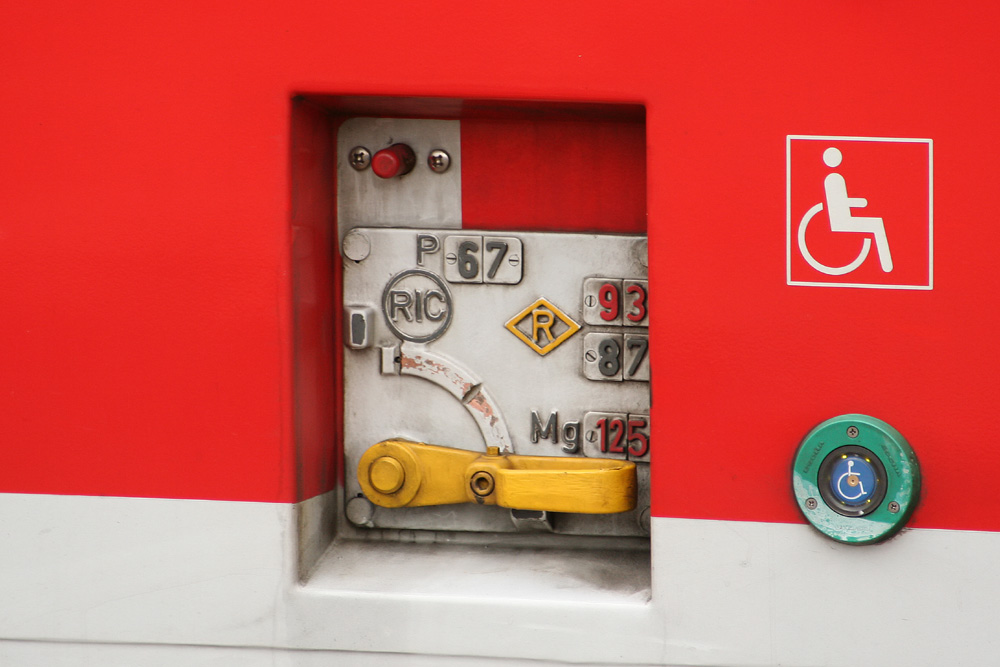
Dispositivo di cambio regime P-R-Mg e relative masse frenate (Viaggiatori-Alta potenza-Magnetico)

## Freno di stazionamento

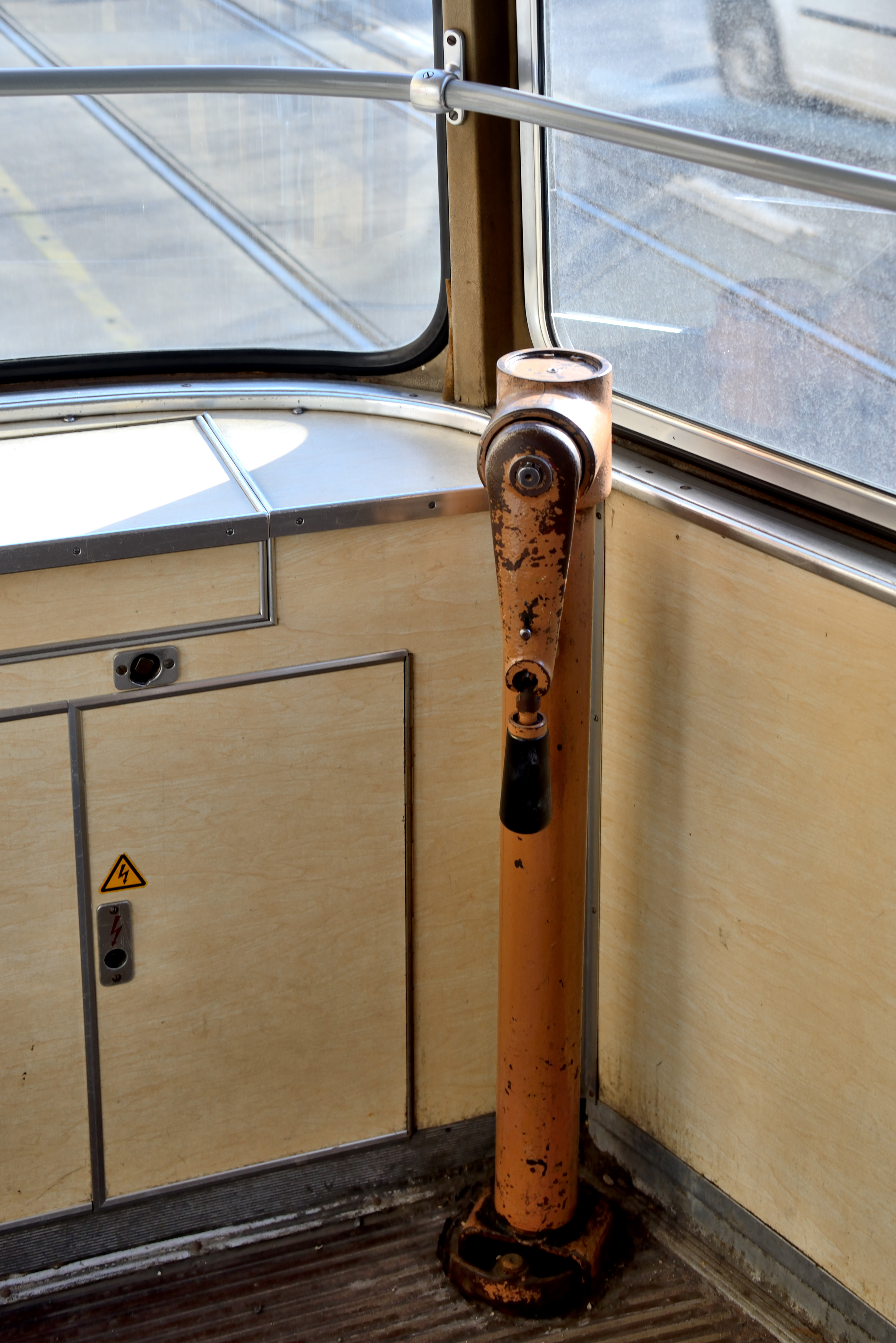
Freno a mano con azionamento tramite manovella su un veicolo tranviario

Il freno di stazionamento in ambito ferroviario può essere, oltre che a mano, ad accumulo di energia (o a molla): posto sulle unità di trazione, sfrutta il funzionamento del freno continuo, se la pressione nel serbatoio principale del locomotore è eccessivamente bassa (sotto i 7 bar e mezzo), il freno entra automaticamente in funzione. Il normale freno a mano può essere presente su tutti i veicoli, viene azionato dal personale abilitato a mezzo di leve o manovelle, agendo direttamente sulla tiranteria del freno.

## Efficacia del freno
Viene misurata attraverso il calcolo del rapporto tra massa frenata (la capacità frenante del veicolo) e massa da frenare (la massa lorda del veicolo) per 100:
{\displaystyle {\frac {MF}{MdF}}\times 100=\%MF}
La suddetta formula vale sia per il freno continuo che per il freno di stazionamento. Alla base del principio del calcolo c'è la necessità di far rispettare al treno gli spazi di frenatura e arresto in corrispondenza dei segnali luminosi, viene usato per rendere la frenatura del treno quanto più omogenea possibile al fine di evitare sollecitazioni longitudinali e conseguenti svii.

### Fonti FS/RFI
- Azienda autonoma delle Ferrovie dello Stato, Rubinetto autoregolatore di comando del freno continuo tipo Oerlikon FV4a. Istruzione provvisoria (PDF), su ilmondodeitreni.it, ed. 1966ª ed.. URL consultato il 14 giugno 2022.
- Azienda autonoma delle Ferrovie dello Stato - Direzione generale Servizio Materiale e Trazione e Ministero dei trasporti e dell'aviazione civile, Rubinetto FS di tipo "L" per il comando del freno continuo (PDF), su ilmondodeitreni.it, Firenze, ed. 1º dicembre 1954. URL consultato il 14 giugno 2022.
- Rete Ferroviaria Italiana - Direzione Tecnica, Istruzione sull'Esercizio del Freno Continuo Automatico per i convogli di RFI, su docplayer.it, 23 giugno 2014  [1966]. URL consultato il 17 luglio 2021.
- Rete Ferroviaria Italiana - Direzione Tecnica, Prefazione Generale all'Orario di Servizio in uso sull'Infrastruttura Ferroviaria Nazionale, su epodweb.rfi.it, 21 febbraio 2018. URL consultato il 17 luglio 2021.
- Rete Ferroviaria Italiana - Direzione Tecnica, Istruzione per il Servizio dei Manovratori in uso sull'Infrastruttura Ferroviaria Nazionale, su epodweb.rfi.it, 31 ottobre 2016  [12 luglio 1923]. URL consultato il 19 agosto 2021.
- Rete Ferroviaria Italiana - Direzione Tecnica, Norme per la Circolazione dei Rotabili, su epodweb.rfi.it, 1º gennaio 2011. URL consultato il 17 luglio 2021.